# 문선명
문선명(文鮮明, 1920년 음력 1월 6일 ~ 2012년 9월 3일)은 세계평화통일가정연합의 창시자이자 초대 교주다. 2012년에 사망할 때까지 당시 통일교(현 세계평화통일가정연합)에서 총재직을 맡았다. 미국, 일본, 한국 등지에서 범죄 기록이 있는 인물이나, 세계평화통일가정연합은 문선명 총재를 메시아, 재림주로 믿는다.

## 생애

### 출생 및 집안 배경
문선명은 평안북도 정주군 덕언면 상사리 2221번지에서 남평 문씨 집안에서 출생하였으며 본래 이름은 문용명이다. 그는 7남 6녀 중 2남으로 태어났으며, 형 문용수의 기독교 신앙의 영향을 받았다고 한다. 그의 종조부는 평양신학교를 졸업한 문윤국 목사로 3.1 독립운동 평안북도 총책임자로 오산학교를 중심으로 시위운동을 주도하다 옥고를 치렀다. 그 이후로도 문윤국 목사는 피신을 다니다 강원도 정선에서 생을 마감하였는데, 집안재산을 모두 대한민국 임시정부에 보내어 가계가 파산하였다.

### 서울 및 일본에서의 유학생활
1938년에는 서울에서 경성상공실무학교 전기과를 다니며, 조선예수교회 계열의 명수대예배당에서 주일학교 교사로 활동하였다. 그 당시, 창경원이나 흑석동, 상도동 일대에서 전도활동을 하였다. 1941년 일본으로 건너가 와세다대학 부설 고등공업학교 전기과에 유학하고, 한인학생회를 통하여 항일운동에도 가담했다.

### 1940년대 남한에서의 활동
졸업 후 귀국한 그는 1943년 12월 최선길과 약혼하였고, 1944년 5월 이호빈 목사의 주례하에 결혼하였다. 1944년 3월에는 서울에 있는 가시마구미 경성지점 전기부에 취직하였다. 1944년 10월에서 1945년 2월 사이에는 경기도경찰부에서 감옥생활을 하며 일본에서의 활동에 대한 취조와 고문이 이어졌다. 1945년 10월에는 금전 문제 때문에 1주일가량 구금되는 사건이 발생한다. 그 후, 1946년 4월까지 김백문 목사의 '이스라엘수도원'의 문하생으로 약 6개월간 교육을 받았다. 문선명은 이곳에서 김백문은 계시에 의하여 모든 신자가 보는 앞에서, 전 세계의 솔로몬왕의 영광이 그에게 임하게 될 것을 축복해 주었다고 주장했다. 그러나 사실 김백문의 교리가 문선명의 교리보다 먼저 정립이 되었고 문선명의 '창조, 타락, 복귀'도 김백문의 영향을 받았다고 보인다.

### 북한에서의 활동
1946년 가족들을 남한에 남겨둔 채 홀로 신령파 교회를 찾아 월북하여 평양으로 떠나게 된다. 그 곳에서 정득은을 만났다. 평양에서 신령파 신도들을 모아 교회를 운영하던 중 사회문란 혐의로 수감되었다. 1946년 6월에는 당시 북한 정부(북조선인민위원회)의 신종교에 대한 탄압정책에 따라서, 종교를 사칭해 사기를 쳤다는 명목으로 허호빈이 적발되었다. 문선명은 허호빈과 관련이 있다는 죄목으로 조사를 받았으며, 남한에서 뚜렷한 이유 없이 월북하였다는 이유로 간첩혐의가 덧붙여졌다. 간첩혐의에 대해서는 뚜렷한 혐의가 나타나지 않아서, 사회질서문란죄로 1946년 8월부터 11월까지 수감되었다. 출옥 후 종교활동을 통하여 신도 수가 점차적으로 많아졌으나, 북한의 종교탄압으로 인하여 다시금 간첩 혐의로 1948년 2월부터 5월까지 평양내무서 및 형무소에 수감된다. 5월에는 흥남노무자수용소로 이송되었으며, 이곳에서 1950년 10월까지 강제노역을 당한다. 1950년 한국전쟁 때 흥남에 상륙한 유엔군에 의해 석방되었다. 10일간의 평양 귀환 길에 문정빈, 박정화 등 옥중에서 전도한 네 명의 제자가 따라나섰다. 평양에서 다시 40일간 지승도, 옥세현, 정달옥, 김원필 네 명의 제자를 수습하여 평양을 떠난다. 1950년 12월 4일 평양을 떠나, 27일에 서울에 도착한다.
1991년 11월 30일 김일성 전 조선민주주의인민공화국 주석이 문선명 총재 내외를 초청해 북한에 방문하여 김일성 주석과 회담하였다.

### 1950년대 남한에서의 활동
서울에 1주일 간 체류 후, 1951년 부산광역시로 피난하여 자신의 교리인 《원리원본》을 집필하여 1952년 완성하면서 부산과 대구광역시를 중심으로 새로운 사상을 바탕으로 포교활동을 시작한다. 지승도, 옥세현, 김원필, 이기완, 강현실 등이 초기의 신자였다. 1953년에는 대구로 개척 전도를 하며 세력 기반을 넓혀 나갔다.
1954년 5월 서울로 기반을 옮기며 공식적으로 '세계기독교통일신령협회(현 세계평화통일가정연합)'를 창설하였다. 주로 대학가를 중심으로 전도활동을 벌이다, 1955년에 세계기독교통일신령협회를 믿는 이대 연대 학생 및 교수들에게 퇴학 및 퇴직 명령이 내려지면서 기반이 약화되었다. 같은 해 7월에는 한국전쟁 당시 병역기피 혐의로 서대문 형무소에 수감된다. 10월에 혐의에 대한 무죄판결이 나고, 문선명 총재는 100일간의 수용소 생활을 마친다. 그의 아내 최선길은 수감기간 동안 문선명 총재와 신흥 종교인 세계평화통일가정연합에 대한 비난을 공공연히 하였으며, 교도소에 이혼장을 들고 찾아와서 이혼을 종용하였고, 결국 이혼하였다. 같은 시기, 용산구 청파동으로 본부를 옮기고 정착한다.
1957년 교리서 《원리해설》(1966년 《원리강론(原理講論)》으로 증보되었음)을 발간하여 본격적인 종교활동을 시작하면서, 1958년에 일본(최봉춘), 1959년에 미국(김영운, 김상철)에 선교사를 파송하는 등 초창기부터 해외 활동도 활발히 전개하였다. 1959년 청파동에 통일산업 공장을 세우며, 경제사업을 시작한다.

### 1960년대 남한에서의 활동
1960년부터 국제합동축복결혼식이라는 대규모 합동 결혼식, 사실상 정략결혼식이 진행되고 있다. 1960년에는 문선명, 한학자 총재의 성혼식과 3쌍의 초대교인들이 참가한 축복결혼식이 열렸다. 1961년에 33쌍이 더 축복결혼에 참여함으로써, 총 36쌍이 탄생하였다. 같은 해, 장녀 문예진과 장남 문효진이 탄생하였다.
1963년에 72쌍의 축복결혼식이 있었으며, 1964년에는 차녀 문혜진이 태어났으나 1주일 만에 사망하였다. 1965년에는 세계 40개국을 순방하며 120개의 성지를 지정하였으며, 아이젠하워 대통령과 회동하였다. 1966년에는 종교간의 화합을 내건 '초교파운동본부'를 설립하였다. 1968년 1월 1일에는 하나님의 날을 선포하였으며, 같은 해에, '국제승공연합'을 창설하여 승공 운동을 본격적으로 시작하였다. 그는 그 당시 유행하던 공산주의에 반대한다’거나 ‘공산주의를 박멸한다’는 뜻의 ‘반공’(反共) 또는 ‘멸공(滅共)’보다는, 공산주의를 이기자는 뜻의 ‘승공’이라는 용어를 사용하였다. 또한, 이 해 2월 22일에 430가정 축복식이 있었다.

### 1970년대 미국에서의 활동
1970년 9월에는 세계반공연맹 일본대회를 개최하였다. 1971년에는 기반을 미국으로 옮긴다.
1974년 워터게이트 사건 때에는 닉슨 대통령을 지지한다.

문선명은 미국의 주요 일간지에 전면광고를 내어, 「용서하라! 사랑하라! 단결하라!(Forgive, Love and Unite)」라는 구호하에 닉슨을 옹호하였다. 1974년과 1975년에는 미국 국회에서 초청하여 "One Nation under God"라는 주제의 강연을 하였다. 1976년에는 워싱턴 모뉴먼트와 뉴욕 양키스 스타디움에서 대규모 집회를 하였다. 워싱턴 모뉴먼트 집회에는 30만 명의 인파가 몰렸으며, 그는 "퇴폐적인 미국 청년들을 위기에서 구해내어 희망의 젊은이로 만들려 미국에 왔다."고 말하였다. 그해 연말 뉴스위크는 그를 1976년 올해의 인물로 선정하였다. 1977년 2월 23일 자신의 생일에는 미국 벨베디아 수련소에서 이 세상의 모든 반대에도 불구하고 앞으로 망하지 않을 것이며, 반대하는 자가 망하는 시대가 도래하였음을 주장한다. 1978년에는 뉴욕의 월돌프 아스토리아 호텔에서 제1회 세계언론인대회를 개최한다.

### 1980년대 미국에서의 활동
1970년대의 미국에서의 활동으로 많은 기독교 신자들을 선동하였다. 이로인해, 기독교 세력 등의 반발이 거세어졌고, 유대인들까지 적대시하였다. 결국 그는 관습에 따른 선교헌금에 대한 이자소득의 세금을 신고하지 않아, 1984년 7월 20일, 미국의 댄버리 연방 교도소에 수감되었다. 이후 문선명 총재는 감형을 받아 13개월 만에 출감했다.

## 논란

### 미 의회 대관식
2004년 3월 미국 워싱턴 상원 빌딩에서 열린 행사에 참석한 문선명은 메시아를 자처하며 ‘평화의 왕관’을 받아 머리에 쓰는 대관식 퍼포먼스를 벌였다. 이날 연설에서 “5대 종교의 창시자와 영적 세계의 많은 지도자들, 예를 들면 공산주의 지도자인 마르크스와 레닌, 히틀러나 스탈린과 같은 독재자들도 내 가르침에서 힘을 얻고 마음을 바꿔 새로운 사람으로 다시 태어났다”고 주장했다. 행사 내용이 보도된 이후 논란이 커지자 마크 데이턴 당시 상원의원을 비롯한 정계인사들의 해명이 이어졌다.

### 가정 파괴
문선명의 사망 당시 AP는 통일교에 대해 논란이 많은 종교라 설명하며 신자들에게 광신적인 헌신을 요구한다는 비판을 소개했다. 같은 시기 영국의 중도좌파 언론 가디언은 문선명이 자칭 메시아로 대규모 합동결혼식을 주관하는 인물이라며 "수많은 사람들을 혼인시켰고, 통일교가 운영하는 사업으로 막대한 돈을 벌었으며, 신도들을 세뇌하고 가정을 해체시켰다는 비난을 받아왔다"고 전했다.

### 옛 며느리의 폭로
뉴욕 타임스 보도에 따르면 1984년 아들 문흥진 씨는 교통사고로 17세의 나이로 사망했으며, 또 다른 아들 문영진 씨는 21세였던 1999년에 네바다 주의 리노의 하라 호텔 발코니에서 투신자살했다. 1995년 문 총재의 장남 문효진과 결혼했던 홍난숙 씨는 1995년 "남편은 임신 7개월째였던 나를 구타하고, 포르노 영화를 즐겨보는 마약중독자"라는 등 폭로하는 책을 쓰기도 했다. 홍 씨는 이 책에서 "문씨 가문 전체는 음모와 위선으로 망쳐지고 분열된 집안"이라고 묘사하기도 했다.

## 주요 활동

### 사이비 교주 활동
통일교를 만들어서 많은 신도들을 선동했다. 국내에선 신천지와 비슷하고, 국제적으로는 사이언톨로지와 비슷하다고 볼수 있다. 이로인해 많은 자금을 얻어 사업활동을 하고 있다.

### 정치
정치적으로는 대한민국에 평화통일가정당(구 천주평화통일가정당)을 설립하여 지난 대한민국 제18대 국회의원 선거에 전 지역구에 국회의원 후보를 내었으나, 의석 확보는 실패하였다. 이후 네팔에서도 같은 이름의 정당을 설립하여, 1명의 당선자를 내었다.

### 경제
(주)일화 통일중공업(주)(현재 S&T 중공업), 일신석재, 평화자동차 등의 여러 기업을 운영하여 활발한 활동을 보여 왔다. 특히, 평화자동차는 북한 지역에 자동차 공장을 세워 휘파람이라는 자동차를 판매하고 있어 남북교류에 기여하고 있다. 그러나 현재 평화자동차의 운영권은 북한에 양도되었다.

### 문화예술
문화예술계에 있어서는 대한민국에서 유니버설발레단을 운영하고 있으며, 선화예술중학교, 선화예술고등학교, 선문대학교 등을 운영하고 있다. 선문대학교 체육학부 무도학과(격투기학과)에는 프로레슬러였던 故 이왕표가 교수로 재직하기도 했다.
1981년에는 오! 인천이라는 영화를 촬영했으나 흥행하지 못했다.

### 교육
교육계에 있어서는 앞서 언급한 예술학교 뿐만 아니라, 경복초등학교, 선정중학교, 선정고등학교, 선문대학교 등을 지었다. 2006년에는 청심국제중학교, 청심국제고등학교 등 특수목적고등학교도 설립하였다. 미국에서는 UTS(Unification Theology School)를 설립하였으며, 브리지포트 대학을 인수받아 경영하고 있다.

### 스포츠
축구를 굉장히 좋아하여 생전에 대한민국 축구계에 많은 투자를 하였다. 대한민국에서는 성남 일화 천마 축구단과 충남 일화 천마 여자 축구단을 운영했었고 또한 브라질 상파울루의 소로카바라는 프로축구팀을 인수하여 운영하고 있다.
피스컵이라는 국제 클럽 축구 대회도 개최하여 2003년부터 2년 주기로 대회가 열렸으며 2007년 제3회 피스컵까지 열렸다. 1회 대회에 PSV 에인트호번, 2회 때 토트넘 홋스퍼, 3회 때 올림피크 리옹이 우승했다. 2009년 제4회 대회는 스페인 마드리드와 안달루시아 지방에서 개최했다. 이 대회는 올림피크 리옹, 세비야 FC, 리가 데 키토, 유벤투스 FC, FC 포르투, 성남 일화 천마 등이 참가했다. 이 대회에 이어 2006년부터 국제 여자 축구 대회인 피스퀸컵도 2년마다 개최했다.
그러나 문선명 총재의 사후 통일교에서 스포츠계의 지원을 전부 중단하여 충남 일화 천마는 해체하였고 성남 일화 천마는 성남시에서 인수하였다. 피스컵 또한 2012년 대회를 마지막으로 막을 내리게 되었는데 축구에 애정을 쏟았던 본인(문선명)과 달리 부인 한학자와  통일그룹의 실권을 진 넷째아들 문국진은 축구에 그다지 관심이 없었고 이들 중 문국진은 야구에 관심이 많았으며  이로 인해 통일그룹은  2010년 넥센 히어로즈 구단 인수설이 있었는데  통일그룹 계열 일화가 넥센 히어로즈와 2010년부터 스폰서십 계약을 체결하기도 했다.

## 주요 교리
문선명 총재는 16세가 되던 1935년 부활절에 기도 중 예수로부터 '인류 구원 사업에 대한 엄중한 당부'를 받았다고 주장하며, 세계평화통일가정연합에서는 인류를 구원할 구세주, 메시아, 재림주로 믿으며 "참부모님"이라 칭한다. 그의 사상은 기독교의 경전인 《성경》을 기초로 삼는 등 기독교와 유사한 교리를 표방하고 있으나, 여러 가지 세부적인 측면에서 기독교와는 다르다. 세계평화통일가정연합의 교리는 문선명, 한학자 양위분을 인류의 구세주 메시아 참부모로 믿고 모시는 것이다.
세계평화통일가정연합의 기본 교리 체계로 《원리원본》, 《원리강의안》, 《원리강론》 등을 낸 바 있으며, 이 중 《원리강론》은 제자 중 한 사람인 유효원 회장이 집필한 것으로 세계평화통일가정연합 교리의 집약체라고 할 수 있다.

### 원리강론
세계평화통일가정연합의 기본교리서인 원리강론은 유효원의 저작으로 전편 7장, 후편 6장으로 되어 있다. 전편은 창조원리·타락론·종말론·구주론·부활론·예정론·기독론으로, 후편은 제1-5장까지의 복귀원리와 제6장의 재림론으로 되어 있다.

## 21세기 동향
경기도 가평군 설악면 일대에 1995년부터 천주청평수련원 (현 HJ천주천보수련원), 청심국제병원 (현 HJ매그놀리아국제병원), 천정궁박물관를 세운 데 이어, 2006년에는 대한민국 최초의 국제화교육기관인 청심국제중학교·청심국제고등학교 설립하는 한편, 2012년 무렵에는 여수세계박람회를 유치하기 위한 정부의 기업도시 건설 계획에 참여하여, 전라남도 여수시 화양면 일대에 대규모 부지의 매입을 추진하기도 하였다. 현재는 여수엑스포 유치에 큰 도움을 준 여수 화양지구 해양관광 레저단지 개발이 문선명 총재의 계획하에 (주)일상해양산업에 의하여 추진되고 있다.
2008년 7월 19일, 서울특별시 서초구 반포동에서 회의를 가진 뒤 그와 그의 일가족과 신도들이 탄 미국 시콜스키사의 당시 미국 대통령 전용헬기 S-92 기종의 헬리콥터가 경기도 가평군 설악면에 있는 청심국제병원 (현 HJ매그놀리아국제병원) 방면으로 돌아가던 중 악천후 속에 헬기가 장락산 정상 부근에 추락, 불시착하는 사고가 발생했다. 문선명 총재의 일가족을 비롯하여 승무원까지 탑승자 전원이 무사히 대피했고, 그 후 헬기는 폭발하여 전소되었다. 승무원을 포함한 총 16명의 탑승자는 모두 무사하며 중경상을 입은 3명을 제외한 문선명 총재를 포함한 나머지 일행들은 경미한 상해만 입고 전원이 청심국제병원 (현 HJ매그놀리아국제병원)에서 치료를 받았다.
2010년 1월 31일은 문선명 총재의 구순이었다. 이 날은 미국의 버락 오바마 대통령, 북한의 김정일, 대한민국의 한승수 등이 축하하였다. 특히 김정일은 평화자동차 박상권 사장을 통하여, 산삼 세 뿌리와 함께 축하의 글을 자수로 새긴 리본, 장미 90송이와 백합 90송이를 담은 화병과 화환 등을 보내왔다.

2009년 3월 김영사를 통해 문선명 총재의 자서전 《평화를 사랑하는 세계인으로》 이 출간되었다.
2012년에도 7월 19일 피스컵 개회선언을 하였고 8월 2일 모교인 오산고등학교를 방문 하는 등 활발한 활동을 하였다. 그러나 갑자기 건강이 악화되어 8월 13일 감기와 폐렴 합병증으로 가톨릭대학교 서울성모병원에 입원하였고, 병세 호전이 불가능하다는 진단을 받아 같은 달 31일 경기도 가평군 설악면에 있는 청심국제병원 (현 HJ매그놀리아국제병원)으로 옮겨졌으며, 2012년 9월 3일 그 곳에서 향년 93세로 사망하였다.

## 사후
문선명 총재의 사후 그의 아내인 한학자 총재가 중심이 되어 세계평화통일가정연합의 공동총재로서 문선명 총재의 유업을 이어받아 왕성하게 활동하고 있다.

## 가족
- 고조부 : 문성학(文成學)
- 고조모 : 밀양 박씨 박동일(朴東一)의 딸
  - 종증조부 : 문정호(文禎浩)
  - 종증조부 : 문정권(文禎權)
  - 증조부 : 문정흘(文禎紇)
  - 증조모 : 연안 김씨 김유환(金有煥)의 딸
    - 조부 : 문치국(文致國)
    - 조모 : 안의 임씨 임성실(林成實)의 딸
      - 아버지 : 문달모(文達模), 초명 문경유(文慶裕)
      - 어머니 : 연안 김씨 김백홍(金伯洪)의 딸
        - 형님 : 문희룡(文熙龍), 초명 문수복(文壽福)

      - 숙부 : 문헌모(文憲模), 초명 문경(文慶)
      - 숙부 : 문진모(文鎭模), 초명 문경구(文慶球)
      - 숙부 : 문준모(文俊模), 일명 문이청(文利淸)
      - 고모 : 김진희(金鎭熙)에게 시집감

    - 종조부 : 문신국(文信國)
    - 종조부 : 문윤국(文潤國)
    - 대고모 : 차방윤(車方允)에게 시집감
    - 대고모 : 홍준구(洪俊九)에게 시집감

### 전처
전처
- 최선길(崔善吉, 음력 1925. 03. 21 ~ 양력 2008. 11. 16), 1944년 결혼, 1957년 이혼

최선길의 가족관계
- 장남 문성진(文聖進)(1946.04.02~)

- 김동숙(金東淑)과 결혼, 슬하 1남 2녀

전처
- 김명희(金明熙, 음력 1930. 10. 23 ~ 양력 2020. 04. 01)(결혼 안 함).
  - 차남 문희진(文喜進)(1955.08.17~1969.08.01): 이혜신과 사후 영혼결혼.

처 : 한학자(韓鶴子, 1943.02.10 ~ ) 청주 한씨 한승운(韓承雲)의 딸
- 장녀 : 문예진(1961 ~ )
- 장남(3남) : 문효진(文孝進, 1962 ~ 2008)

- 주로 헤비메탈 장르의 음악을 작곡하는 가수 겸 기타리스트로서 여러장의 음반을 냈다. 세계원리연구회 초대회장 역임(1985~1995), 미국에서 맨하탄 센터 스튜디오(MCS) 설립(1986),1990년도부터 '예수의 초상화(The Portrait of Jeus)'를 비롯한 10여 편의 다큐멘터리를 제작하여 종교, 가정, 사회문제가 발생하는 원인을 분석하고 그 대안을 제시하는 사회교육프로그램 진행, 한국에서 MCS Entertainment 설립 운영(2003), 미국에서 인터넷 TV방송(definingmoment.tv)설립 운영(2004), 매주 일요일 뉴욕 벨베디아교회에서 설교(2006), 주요활동으로는 '승리하는 사람' 도서 출판(1985), 작사/작곡/노래까지 17여 개의 앨범을 제작 (1988~1997), 영화 "올드보이(2003)", "울학교 이티(2008)" 제작 (MCS 공동투자), 가수 "거북이" 음반 제작 (2001~2007/MCS). 마약 투여 등 여러 사회적 물의를 빚었고, 미국에서 폭행 문제로 이혼한 아내가 있다. 자녀들도 양육권을 가진 아내가 키우고 있다.
- 차녀 문혜진(1964)
- 3녀 : 문인진(1965 ~ )

전 세계평화통일가정연합의 미국 총회장.
- 차남(5남) : 문흥진(文興進, 1966.10.23 ~ 1984)
- 3녀 : 문은진(1967 ~ )
- 3남(6남) : 문현진(文顯進, 1969.5.25 ~ )

문흥진이 사망하자 그동안 괜찮은 사업수완을 보이던 문현진이 세계평화통일가정연합재단의 후계자로 지목된 것으로 알려졌으나, 메시아론에 대해 아버지 및 형제들과 의견 차이를 보이며 가족들과 불화를 겪고, 처가쪽과 연합하여 자기가 관리하던 기업을 데리고 사실상 왕자의 난으로 통일재단에서 이탈했다. 언론 보도에 따르면 2009년 '속초 계시 사건'에서 문선명은 문현진을 사실상 파문시킨 것으로 보인다. 그러나, 당시 계시를 직접 받았다고 알려진 김효남은 자신이 그 계시와는 아무 관련이 없다고 부정하고 있어, 문현진 측에서는 이 사건이 반대 세력에 의하여 조작된 것이라고 주장하고 있다. 문현진은 통일교에서 나와 현재 GPF(Global Peace Federation) 등의 활동을 통하여 적극적인 대외 정치 외교 행보에 나서고 있다.
- 4남(7남) : 문국진(文國進, 1970 ~ )

세계평화통일가정연합 재단에 소속된 기업을 상속받았다. 선문학원 이사장에 취임하였다.
- 5남(8남) : 문권진(文權進, 1975~)

미국에 살고 있으며, 일부 언론에서는 세계평화통일가정연합에 관여하지 않는 것으로 보도될 정도로 후계 경쟁에 참여하고 있지 않으나, 한학자가 세계평화여성연합 20주년 행사를 마치고 가진 미국성지순례에 동행할 정도로 교회 내에서 일정 수준의 활동은 하고 있는 것으로 알려져 있다.
- 4녀 : 문선진(1976 ~ )

과거 센트럴시티의 이사장이었다. 센트럴시티는 원래 신한국가정연합 소유의 건물이었으나, 인천종합버스터미널 내에 입점하고 있었던 신세계백화점이 롯데백화점과 인천광역시 사이에 롯데가 터미널을 인수하기로 한 계약으로 인해 신세계와 롯데 간의 공방이 있었고, 결국 센트럴시티 내에 강남점을 입점하고 있었던 신세계가 상권을 지키기 위해 신한국가정연합으로부터 센트럴시티를 매수하였다. 2015년 문형진을 대신해 세계회장에 임명되었다.
- 6남(9남) : 문영진(文榮進, 1978 ~ 1999)
- 7남(10남) : 문형진(文亨進, 1979 ~ )

문형진은 문선명 총재의 사망과 관련하여, 평양에 조문소를 설치하기 위해 방북하였다. 그러나 2015년 내부 교권 세력을 이단으로 규정하며 다툼을 벌였고, 직무권한이 잠정적으로 정지되었다. 이후 통일교를 이탈했으며 생추어리 교회를 설립했다.
- 5녀 문연진(1981 ~ ) 미국에서 활동하는 예술가이다.
- 6녀 문정진(1982 ~ )

## 참고 문헌
- 《참부모님 생애노정》. 세계평화통일가정연합 역사편찬위원회. 성화출판사.
- 《원리강론》. 유효원. 성화출판사, 1966.
- 《통일사상요강(두익사상)》. 통일사상연구원. 성화출판사, 1961.
- 《천성경》. 세계평화통일가정연합. 성화출판사, 2005.
- 〈문선명(文鮮明)〉, 《브리태니커 백과사전》. 한국브리태니커회사, 2000.
- 《신자 재교육을 위한 5분 교리》. 이중섭. 가톨릭신문사, 2001.

## 같이 보기
- 통일교
- 통일그룹
- 이만희
- 국제승공연합
- 박보희
- 코리아게이트
- 도널드 M. 프레이저
- 로널드 레이건
  - 쿠보키 오사미(일본어판)
  - 사사카와 료이치
- 해피월드
- 트루월드
- 대순진리회
- 신천지
- 증산도
- 사이비
- 이단